# Anthonie Heinsius

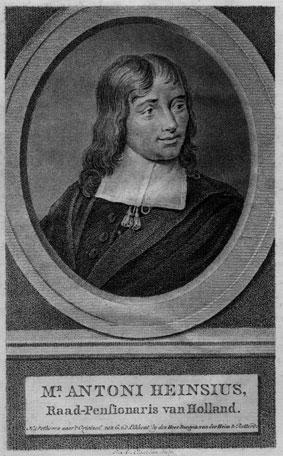
Anthonie Heinsius

Anthonie Heinsius of Antonius Heinsius (Delft, (22 of) 23 november 1641 – Den Haag, 3 augustus 1720) was een Nederlands staatsman. Vanaf 27 mei 1689 tot zijn dood in 1720 was hij raadpensionaris van de provincie Holland.

## Carrière
Anthonie Heinsius werd geboren als zoon van Adriaan Heinsius, suikerbakker, veertigraad van Delft, en Maria Dedel. Hij studeerde rechten in Orléans (Frankrijk). Hij startte zijn loopbaan in 1670 als veertigraad van Delft. 
Stadhouder Willem III van Oranje-Nassau zond hem na de Vrede van Nijmegen in 1683 met een missie naar Versailles om te onderhandelen over het vorstendom Orange waarvan Willem III soeverein vorst was. Hij zou in Parijs (volgens Voltaire) bedreigd zijn met vastzetting in de Bastille, toen hij zich weinig inschikkelijk toonde. Hij werd in 1689 door Willem III gevraagd Hollands raadpensionaris (een soort eerste minister van de gehele Republiek) te worden, een verzoek waaraan hij na aarzeling gehoor gaf. Tijdens het koningschap van Willem III en diens verblijf in Engeland was Heinsius zijn trouwe en bekwame zaakwaarnemer in de Republiek.
Na de dood van Willem III in 1702, en de invoering van het Tweede Stadhouderloze Tijdperk, werd Hensius als Hollands raadpensionaris de machtigste man in de Republiek der Zeven Verenigde Nederlanden tot zijn dood in 1720.

## Anti-Frans

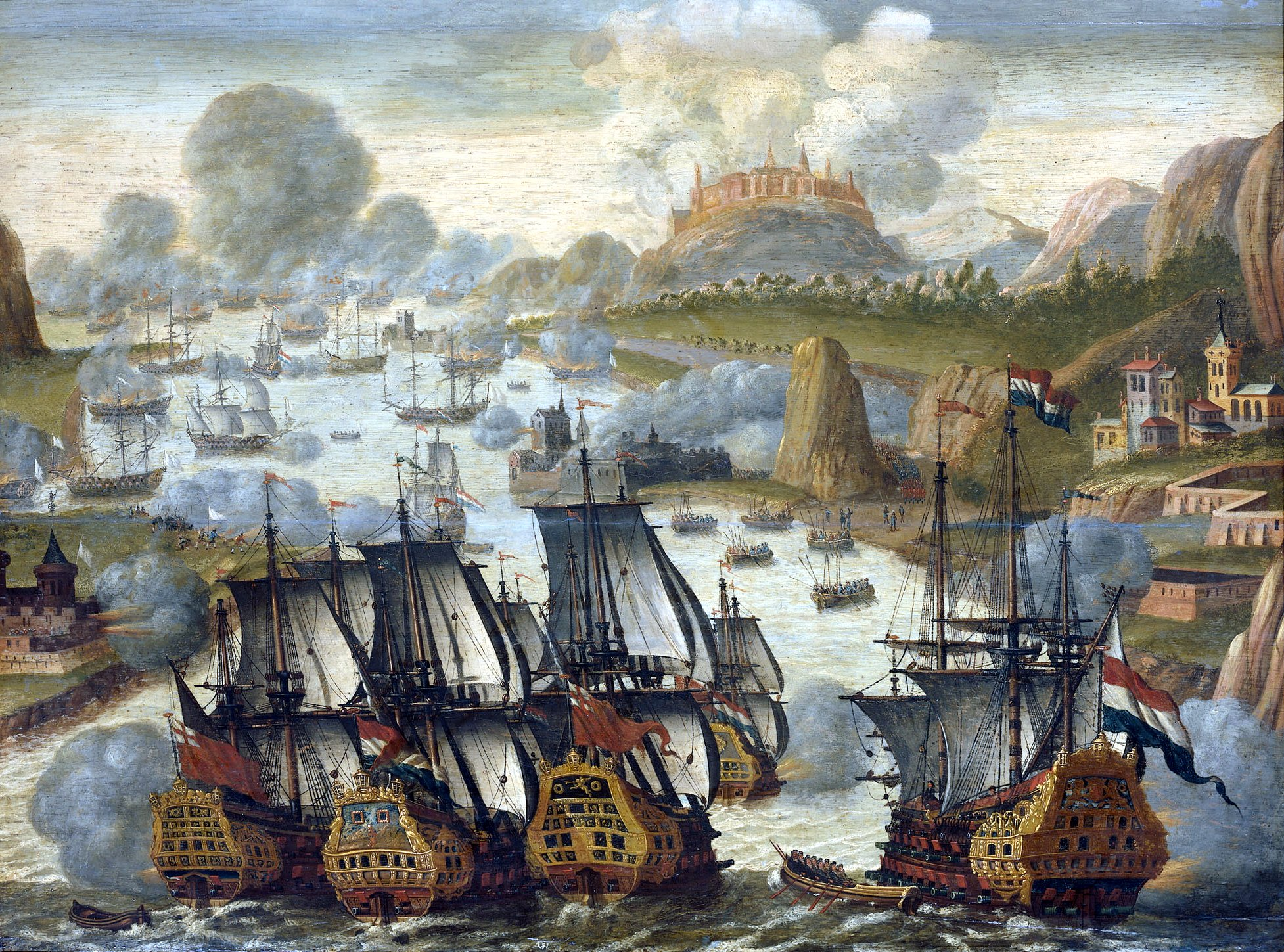
Slag bij Vigo in 1702

Heinsius was binnen de Republiek een meester in de 'persuasie', het plooien en schikken om tot een beslissing te komen. In onderhandelingen met Frankrijk betoonde hij zich onbuigzaam en hij was een van de grootste en meest vasthoudende opposanten tegen Frankrijk. Hij slaagde erin gematigder elementen te overtuigen van zijn politiek.
Hij wordt daarom gezien als 'de gedachte achter de meeste anti-Franse coalities die gedurende het einde van de 17e eeuw zijn gesloten om de Franse expansie tegen te gaan.' Dat Engeland het tegen het eind van de Spaanse Successieoorlog met Frankrijk op een akkoordje gooide en de Republiek bij de Vrede van Utrecht minder voordelen verwierf dan gezien de inspanningen verwacht, raakte hem zeer. Volgens sommigen was hij daarna een geknakt man.

## Historische roman
Anthonie Heinsius is het onderwerp van de historische roman "Alsnog een portret voor Heinsius", geschreven door Cees Andriesse. In het boek wordt zijn leven nagetrokken door een fictief persoon uit de huidige tijd, de gefrustreerde leraar Ernst van Straaten. Het boek vormt de opmaat voor de viering van 300 jaar Vrede van Utrecht in 2013.